# SC Verl
Maillots
Actualités
Le SC Verl est un club de football allemand fondé le 6 septembre 1924 et basé à Verl en Rhénanie-du-Nord-Westphalie.

## Historique

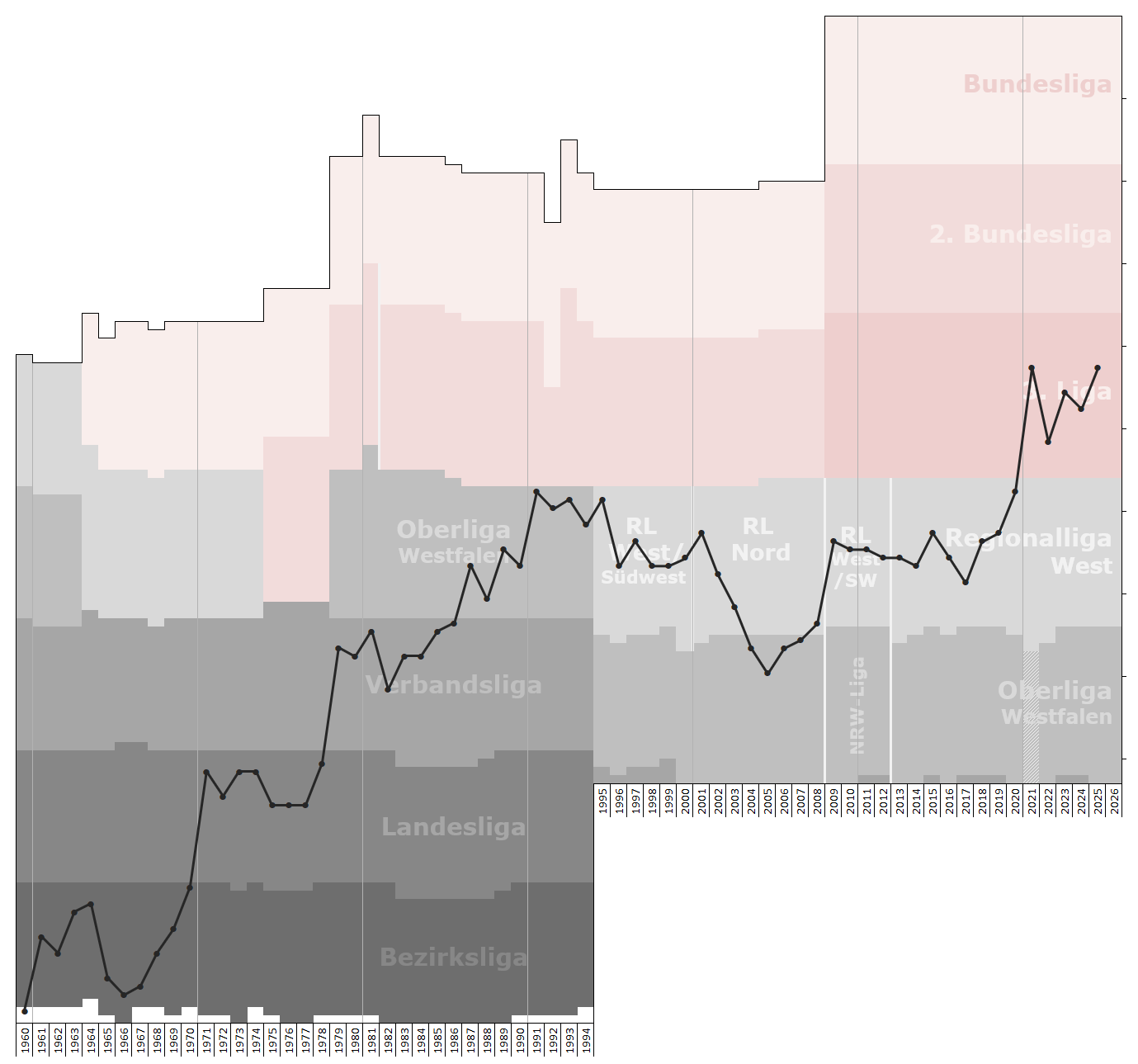
Graphique des positions du SC Verl dans le système de ligue de football d'Allemagne, à la fin de la saison 2021-22.

Fondé en 1924, le SC Verl évolue pendant près de 50 ans dans les plus petits échelons du football allemand.  
En 1970, le club accède pour la première fois à la Landesliga Westfalen, compétition de 4e niveau à l'époque.  
En 1986, le SC Verl se qualifie en Oberliga Westfalen (III) et maintiendra sa position dans ce niveau de compétition jusqu'en 2003, année de relégation du club.  
Après quatre saisons passées en Oberliga Westfalen (devenue une compétition de 4e niveau en 1994), le club remporte le championnat en 2007 et assure ainsi sa promotion en Regionalliga Nord. 
En 2020, le club pourtant à la deuxième position du championnat Regionalliga West de la saison 2019/2020, accède aux barrages de promotion, le SV Rödinghausen, champion, ayant renoncé à demander la licence nécessaire pour jouer en 3.Liga. En s'imposant contre le 1. FC Lokomotive Leipzig, le SC Verl assure sa participation à la 3.Liga 2020-2021.

## Palmarès
- 1970 : Première qualification en Landesliga
- 1991 : Champion de l'Oberliga Westfalen
- 1993 : Vice-champion de l'Oberliga Westfalen
- 2020 : Première qualification en 3. Liga